# جيمس روبرتس
جيمس روبرتس (بالإنجليزية: James Roberts) (7 يناير 1891 في المملكة المتحدة - ) هو مدرب كرة قدم ولاعب كرة قدم بريطاني (وحمل سابقاً جنسية المملكة المتحدة لبريطانيا العظمى وأيرلندا) في مركز جناح ‏. شارك مع منتخب ويلز لكرة القدم. أما مع النوادي، فقد لعب مع نادي إيفرتون ونادي ترانمير روفرز لكرة القدم ونادي ريكسهام ونادي كرو ألكساندرا.

## وصلات خارجية
- جيمس روبرتس على موقع قاعدة بيانات كرة القدم.إي يو (الإنجليزية)